# Волфганг Ернст цу Щолберг
Волфганг Ернст цу Щолберг-Щолберг (на немски: Wolfgang Ernst Graf zu Stolberg-Stolberg; * 30 ноември 1546, дворец Щолберг; † 10 април 1606, дворец Вернигероде) от фамилията Щолберг е граф на Щолберг-Щолберг-Вернигероде и немски политик.

## Биография
Той е големият син на граф Волфганг фон Щолберг-Вернигероде (1501 – 1552) и втората му съпруга Геновефа фон Вид († 1556), дъщеря на граф Йохан III фон Вид († 1533) и Елизабет фон Насау-Диленбург (1488 – 1559). Брат е на Йохан (1549 – 1612), граф цу Щолберг-Щолберг, Бото фон Щолберг (1548 – 1577), Хайнрих XI (1551 – 1615), граф цу Щолберг-Вернигероде, и на Анна фон Щолберг (1550 – 1623), канонеса в Кведлинбург (1601).
След смъртта на родителите му той е под опекунството на чичо му Лудвиг фон Щолберг и пораства при съпругата му Валпурга в Кьонигщайн и Вертхайм. Заедно със синовете на пфалцграф Волфганг фон Пфалц-Цвайбрюкен той пътува често из Европа, най-вече в Швеция. Волфганг Ернст избира Вернигероде за своя резиденция, разширява двореца и създава библиотека (Stolbergische Bibliothek Wernigerode).
През 1594 г. той участва в имперското събрание в Регенсбург, а през 1596 г. при коронизацията на крал Кристиан IV от Дания. От 1589 г. той е единствен господар на Графство Вернигероде и от 1589 до 1594 г. е също щатхалтер и дворцов съдия във Волфенбютел на херцог Хайнрих Юлий фон Брауншвайг-Волфенбютел.
Волфганг Ернст умира на 10 април 1606 г. на 59 години във Вернигероде и е погребан в църквата „Св. Силвестър“, Вернигероде.

## Фамилия
Волфганг Ернст цу Щолберг-Щолберг не се жени. Той има връзка с Катарина Лаупе (* ок. 1554; † 31 май 1634, Гослар) и има шест деца, които получават името „фон Щолберг“:
- Ернст фон Щолберг (1577 – 1591)
- Ханс фон Щолберг (1579 – 1622)
- Волфганг, преименуван Волф фон Щолберг (* 1581; † 22 февруари 1626)
- Мария фон Щолберг(* 1583; † 19 февруари 1647), омъжена за Георг Кьонике († 13 май 1632)
- Анна фон Щолберг (* 1586, Вернигероде; † 1 юли 1657, Гослар от чума), омъжена I. на 14 юли 1606 г. във Вернигероде за д-р Йохан Беренде († 1626/1627 Гослар), II. на 2 ноември 1627 г. в Гослар за Хенрих Бурхторф (* 7 април 1603; † 10 юни 1657, Гослар от чума)
- Магдалена Геновефа фон Щолберг (* пр. 7 юни 1589), омъжена за Хайнрих Йордан († сл. 1630)

С жена от Халберщат той има незаконен син с името Ернст.